# کوشتاو
کوشتاو (باشقیری: Ҡуштау — «کوه دوقلو») یک شیهان یا تپه منفرد است که در شهرستان ایشیمبایسکی و در نزدیکی مرز شهر استرلیتاماک، روسیه قرار دارد. این کوه بقایای یک صخره از یک دریای گرمسیری باستانی از دوران پرمین (دیرینه‌زیستی) است که بیش از ۲۳۰ میلیون سال پیش شکل گرفته است.

## مناقشه بر سر استخراج معدن
در سال ۲۰۱۸، مقامات محلی قصد داشتند این کوه را به عنوان یک معدن برای استخراج سنگ آهک توسعه دهند. شرکت سوداسازی باشقیر علاقه‌مند به خرید حقوق استخراج معدن بود. اما این طرح با اعتراض گروهی از فعالان محیط‌زیست محلی روبرو شد که مانع از دسترسی به کوه شدند. علی‌رغم مخالفت گسترده مردم باشقیر، حقوق معدن‌کاری این شیهان توسط رادیی خابیروف، رئیس وقت باشقیرستان، به شرکت سوداسازی باشقیر واگذار شد.
در سال ۲۰۲۰، پس از یک رویارویی طولانی بین فعالان محلی و مقامات، طرح‌های استخراج معلق شد و مقامات خواستار سازش بر سر آینده کوه شدند. در نهایت، پیشنهاد شد که این کوه به عنوان یک ذخیره‌گاه ملی طبیعی برای حفاظت طبیعت اختصاص یابد.